# 達爾馬提亞
達爾馬提亞（[dǎlmaːtsija]，/dælˈmeɪʃə, -tiə/）是一个位于克羅埃西亞南部、亞得里亞海東岸的地區，東接波斯尼亞和黑塞哥维那。它和克羅埃西亞本部、斯拉沃尼亚和伊斯特拉半島一同被称为克罗地亚的四个历史地区。
此地區由西北的拉布島橫跨至東南方的科托爾灣，還包括亞得里亞海東岸的各個島嶼，如赫瓦爾島、維斯島、科爾丘拉島、布拉奇島、帕島和姆列特島等。
斯普利特、杜布羅夫尼克是本區的主要都市。

## 地名
达尔马提亚这个名称来自当地伊利里亚人的同名部落。羅馬皇帝屋大维时期的罗马帝国行省達爾馬提亞就以此命名。它的现代英文拼写来自拉丁语。

## 定义
在古代，作为罗马帝国行省的达尔马提亚比现在的斯普利特-達爾馬提亞縣要大得多。它北至伊斯特拉半島，南至现在的阿尔巴尼亚，二战時期，義大利軍隊在南斯拉夫被軸心國打败瓜分時佔領了達爾馬提亞。
在现代，达尔马提亚只是一个历史地区，在克罗地亚的任何法律中没有正式的规定。因此，达尔马提亚的具体范围存在多种说法。根据扎达尔大学约西普教授等人的说法，
…达尔马提亚地区的现代定义主要基于历史上奥匈帝国附属国達爾馬提亞王國的领土范围。它不应该包括拉布島，因为该岛在地理上属于克瓦內爾灣地区，在行政上属于克羅埃西亞沿海–戈爾斯基科塔爾地区；它也不应该包括科托尔湾，因为科托尔湾在一战后归属蒙特內哥羅。同时，不属于達爾馬提亞王國的利卡南部和乌纳河地区，在如今归属扎達爾縣。从当代克罗地亚行政规划的角度来看，达尔马提亚应该包括扎達爾縣、希貝尼克-克寧縣、斯普利特-達爾馬提亞縣和杜布羅夫尼克-內雷特瓦縣这4个沿海一级行政区。

达尔马提亚王国领土范围

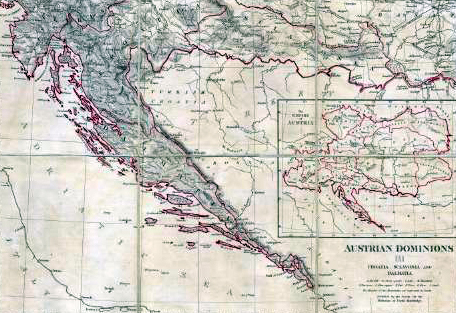
達爾馬提亞歷史地圖(一八五二年)，還包括了斯拉沃尼亞和克羅地亞

因此，“达尔马提亚”通常被认为是達爾馬提亞王國的大致范围。然而，由于过去一个世纪该地区领土和行政区划的变化，不同人的看法间仍有细小冲突：
- 关于科托尔湾地区。它原来属于南斯拉夫王國澤塔河省，更早前属于拉古薩共和國。[7]《大英百科全书》最新版将达尔马提亚的最右端范围定义成“延伸到科托爾的狭窄水道”。[8]然而，《意大利百科全书》等仍然将科托尔湾纳入达尔马提亚地区。[9][10]
- 拉布島及聖格古爾島、裸島等小岛。这些岛屿在历史上是达尔马提亚王国的一部分，文化也与该王国息息相关。在如今的行政区划中，却被划入克羅埃西亞沿海地區。
- 利卡地区南部和帕島北部。大部分的可靠参考资料都提到：“从现代行政区划的角度来看，达尔马提亚的范围相当于克罗地亚最南端的四个县扎達爾縣、希貝尼克-克寧縣、斯普利特-達爾馬提亞縣和杜布羅夫尼克-內雷特瓦縣。”[6][11][12][13][14][15]这个定义不包括科托尔湾、拉布島、聖格古爾島、裸島和利卡-塞尼縣的帕島北部地区。然而，它却包括了市。该市不是达尔马提亚王国的一部分，并且传统文化上与该地区无关（它在传统上属于利卡地区）。

## 行政区划
达尔马提亚与现在的克羅埃西亞行政區劃大致对应的有4个县：
| 克羅埃西亞行政區劃      | 县治         | 面积(km2) | 人口（2011年） |
| ----------------------- | ------------ | --------- | -------------- |
| 扎達爾縣                | 扎達爾       | 3,642     | 170,017        |
| 希貝尼克-克寧縣         | 希贝尼克     | 2,939     | 109,375        |
| 斯普利特-達爾馬提亞縣   | 斯普利特     | 4,534     | 454,798        |
| 杜布羅夫尼克-內雷特瓦縣 | 杜布羅夫尼克 | 1,783     | 122,568        |
| 总计                    | 总计         | 12,898    | 857,743        |

其他的大城市有：比奧格勒納莫魯, 卡什泰拉, 錫尼, 索林, 奧米什, 克宁, 梅特科維奇, 馬卡爾斯卡, 特罗吉尔, 普洛切和伊莫茨基。

## 图集

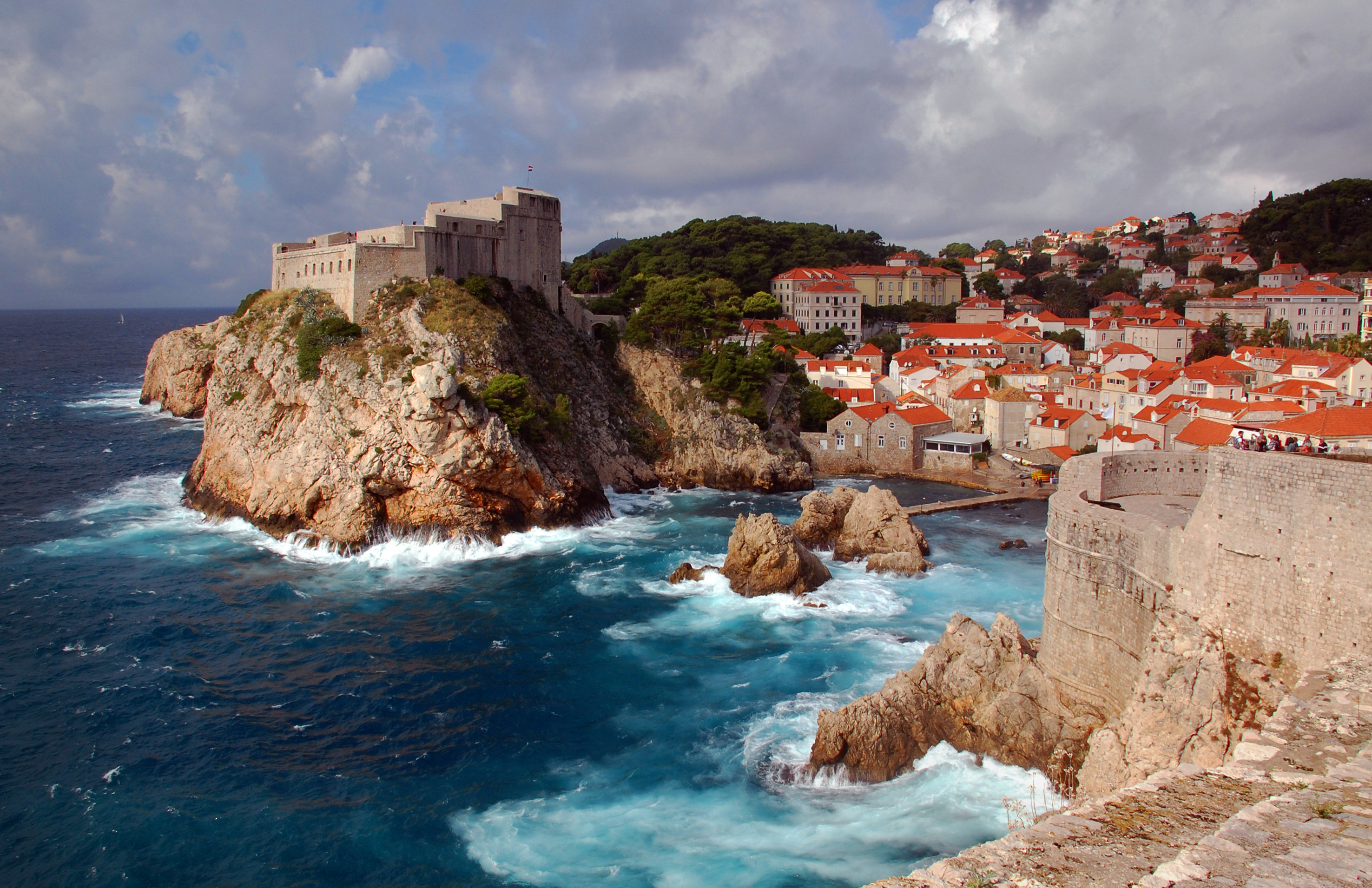
中世纪的罗维里耶纳克要塞，位于杜布羅夫尼克
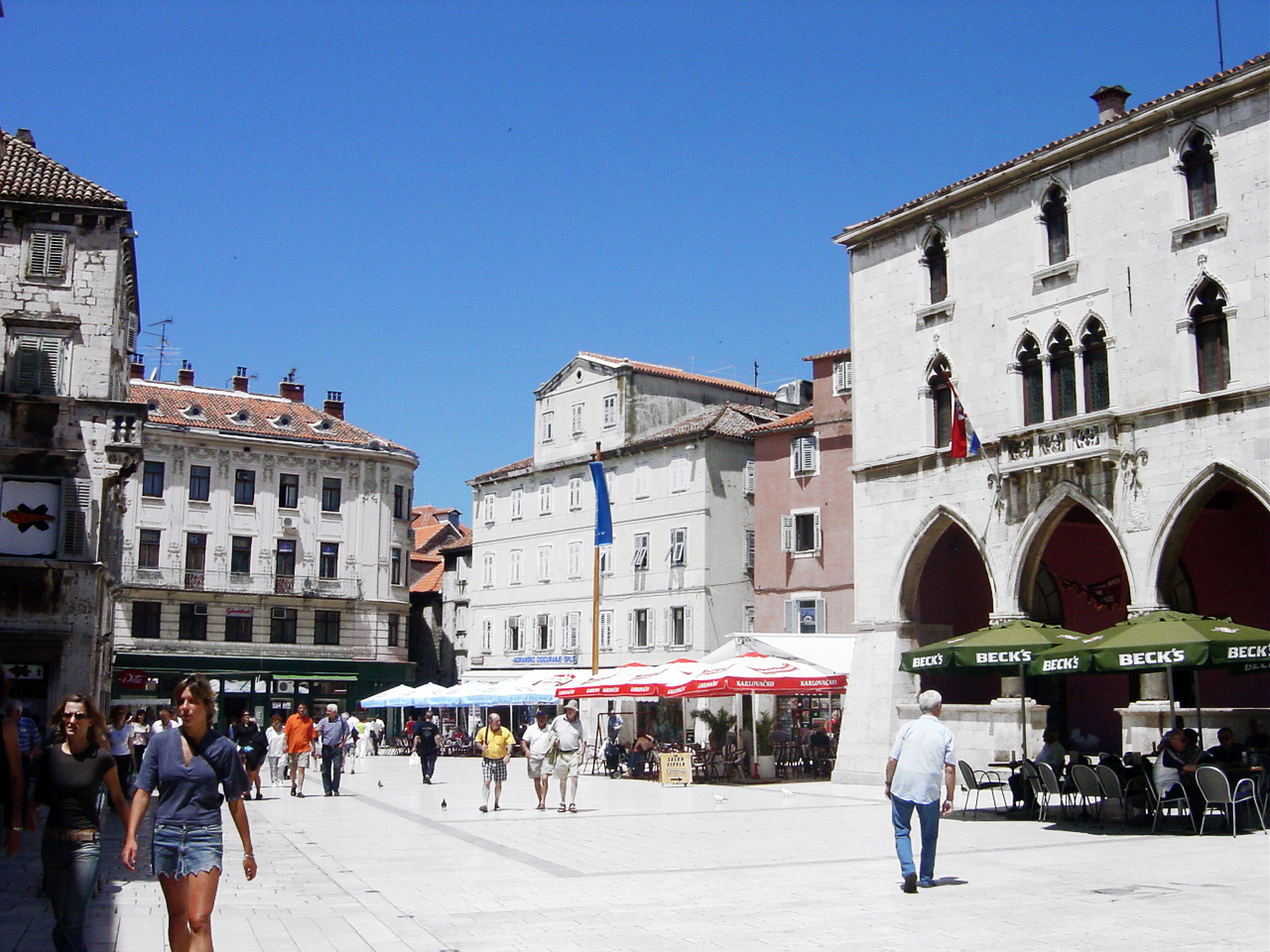
斯普利特城市广场
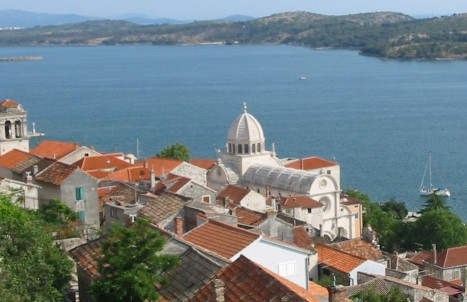
希贝尼克全景
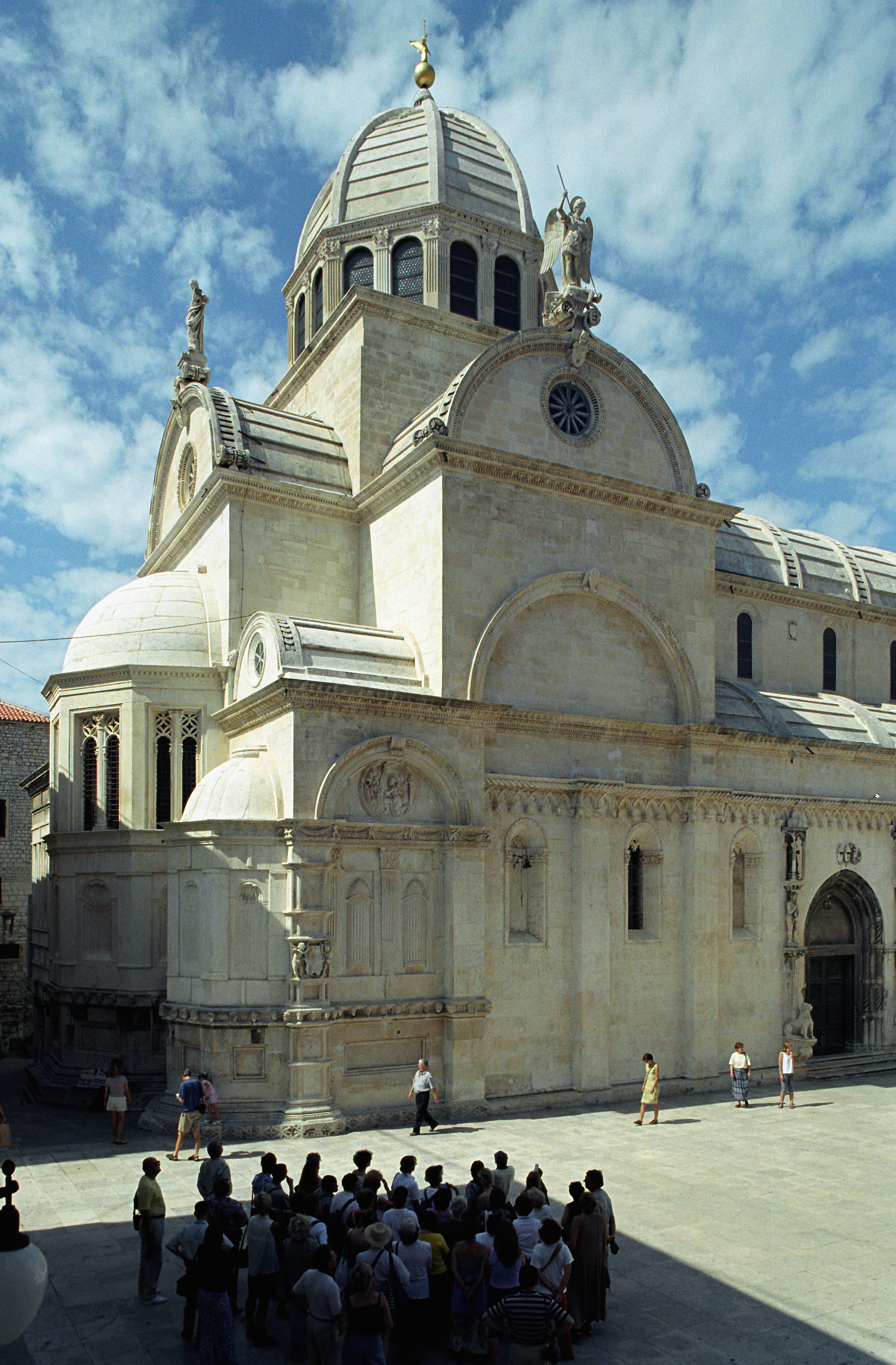
希贝尼克教堂
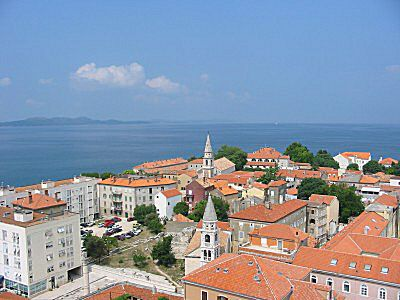
扎達爾全景
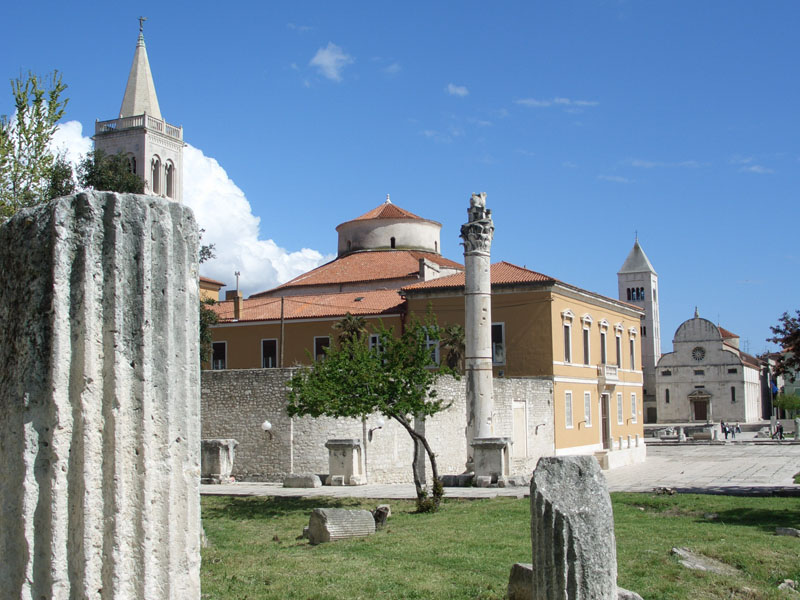
扎達爾的古罗马遗迹
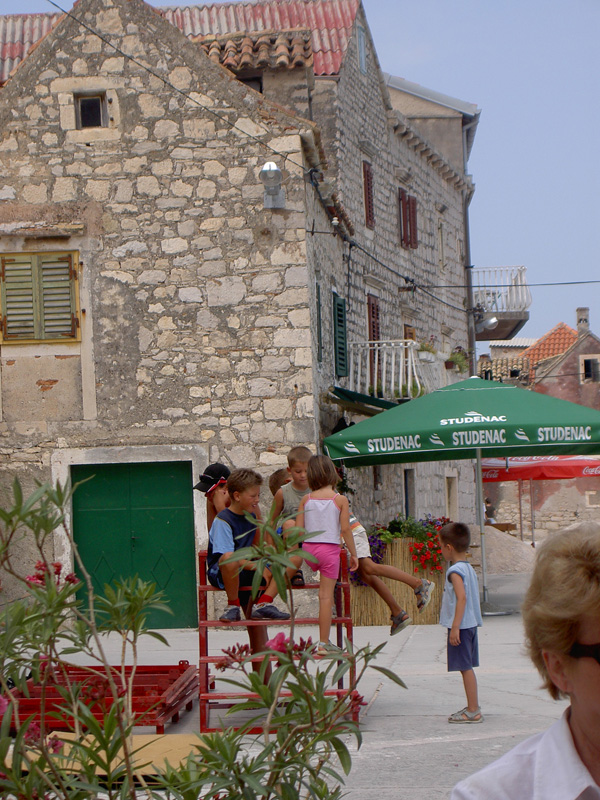
克拉帕尼島的街道
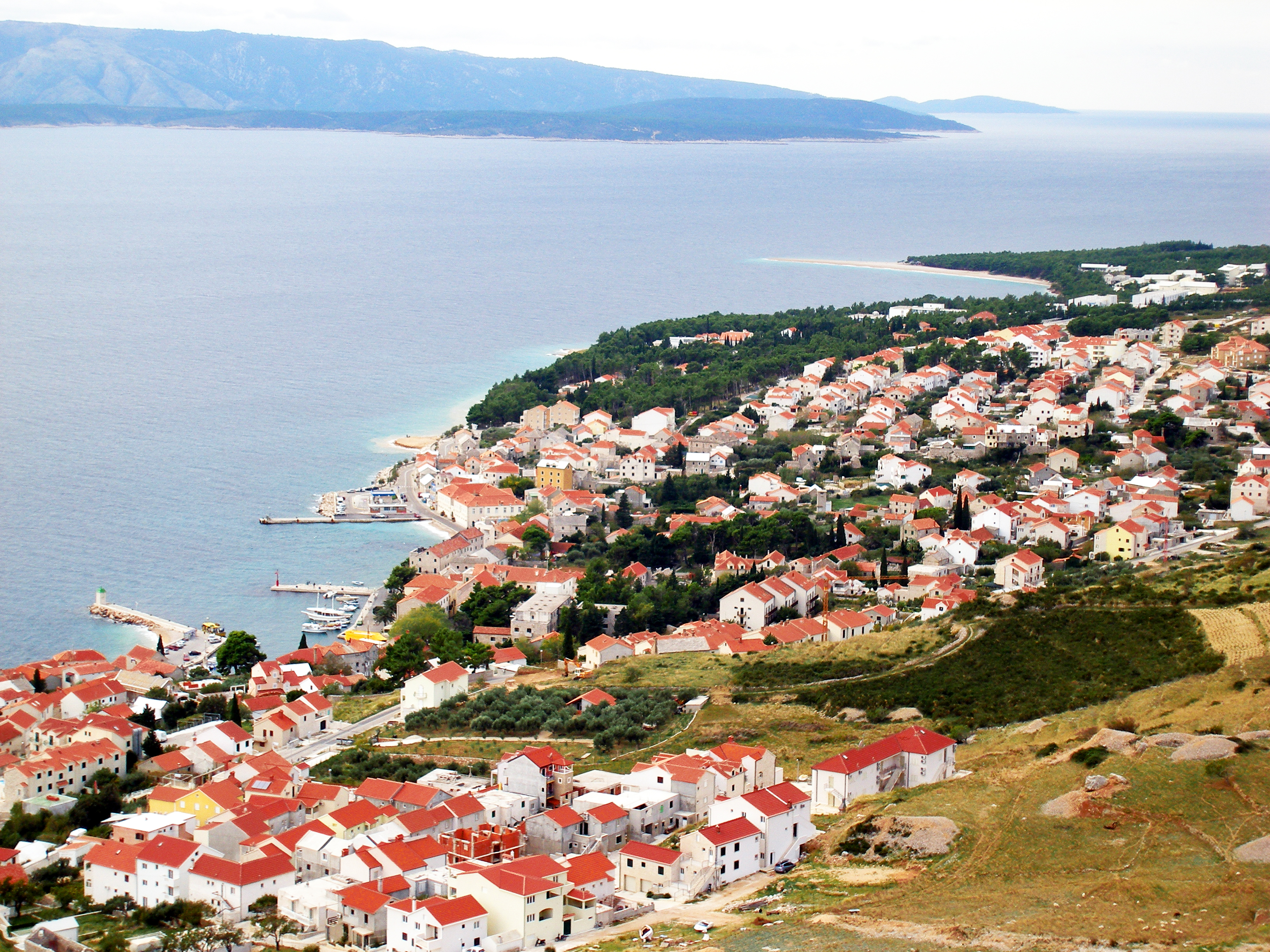
波爾全景
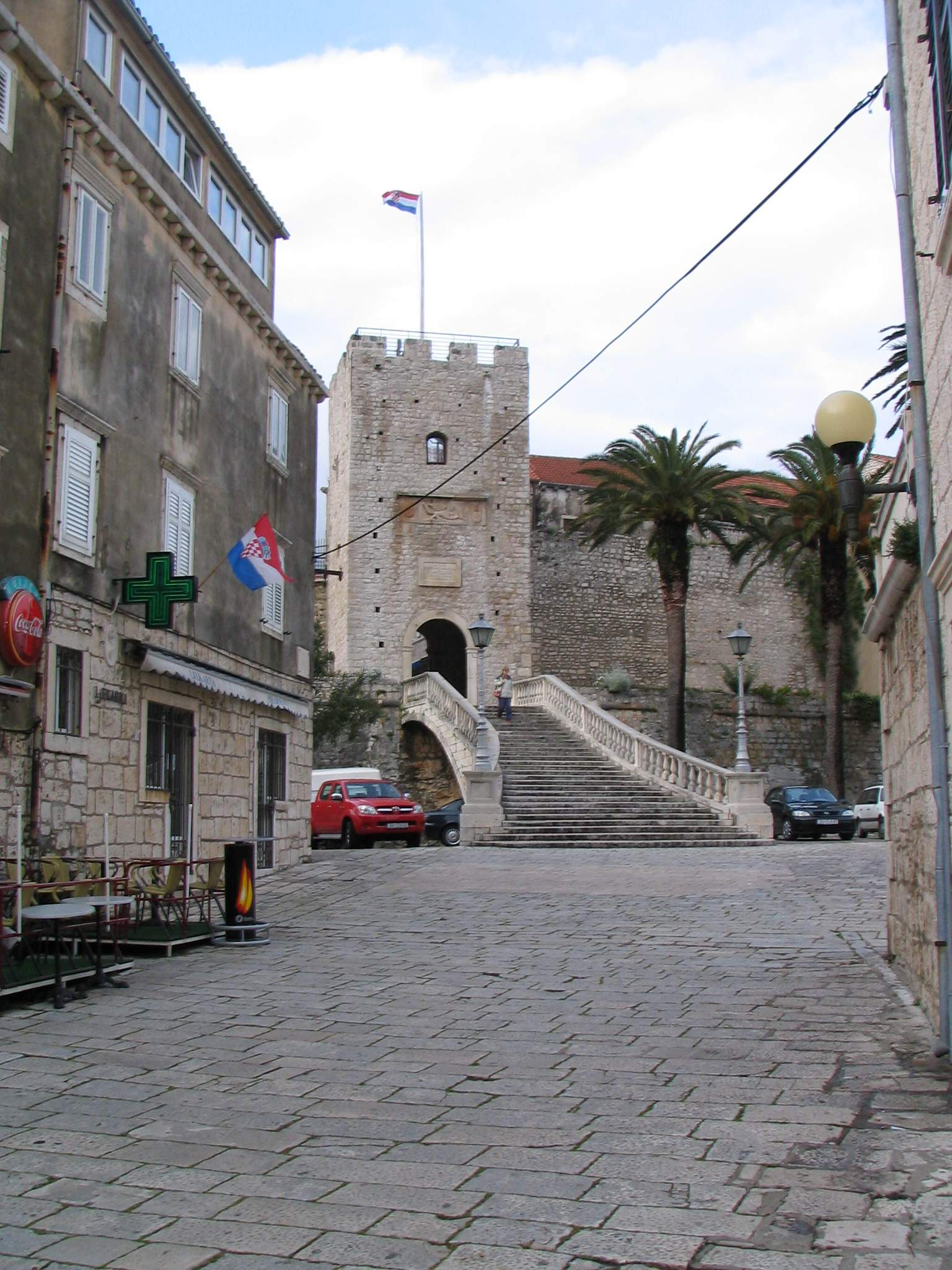
科尔丘拉的街道
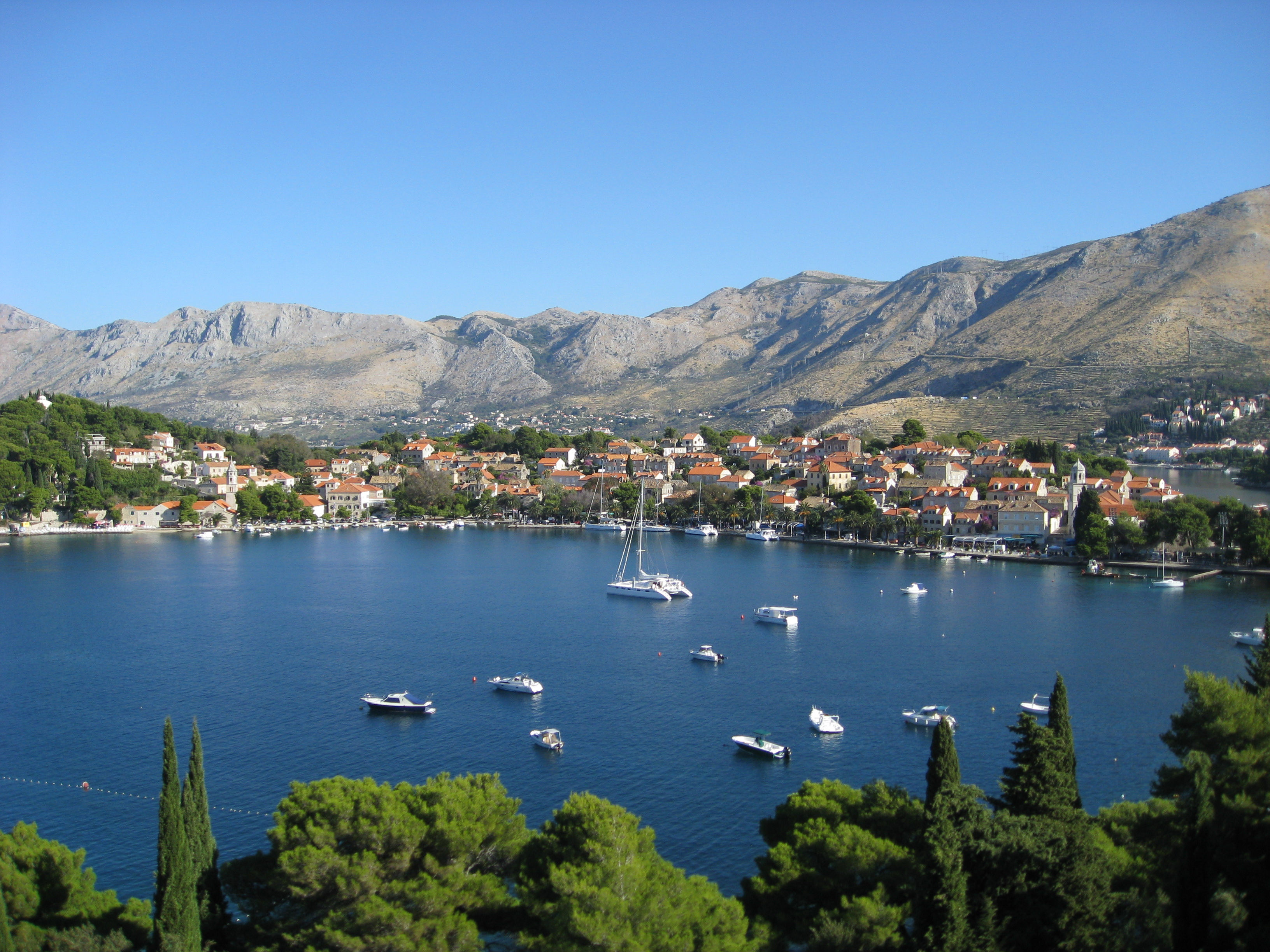
察夫塔特全景
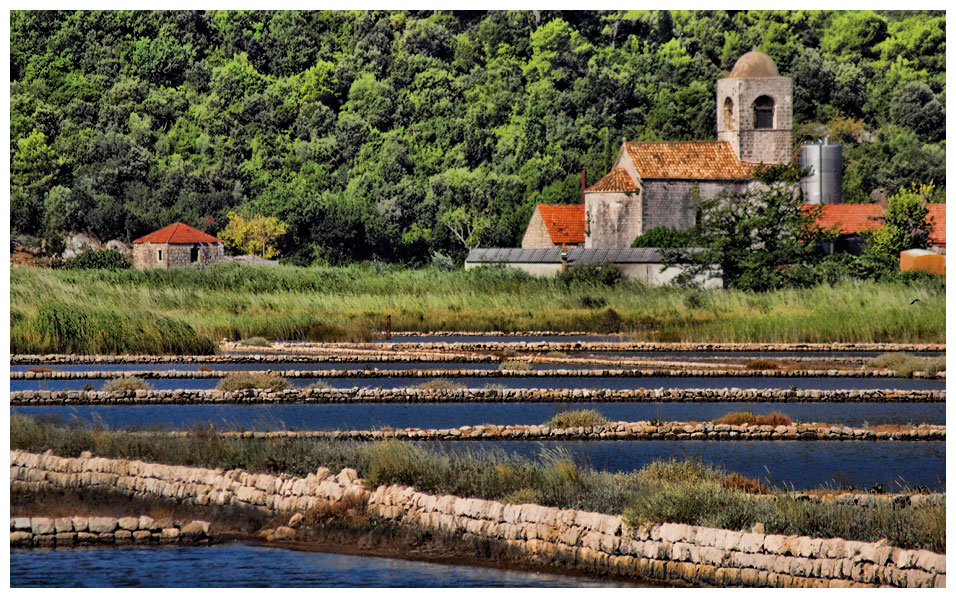
斯通的教堂
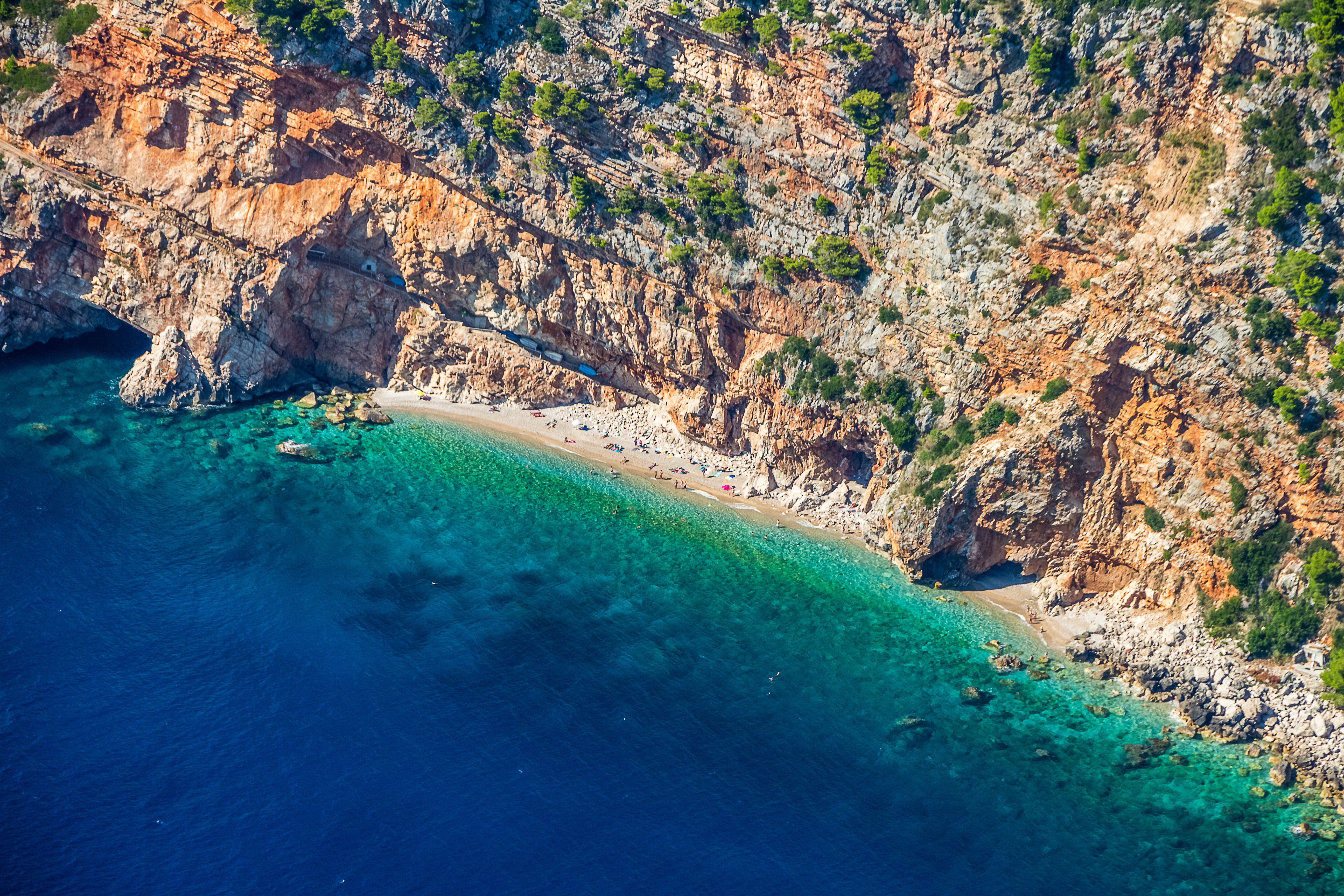
南部海滩